# Chiesa dei Santi Pietro e Paolo (Quinto)
La chiesa parrocchiale dei Santi Pietro e Paolo è il principale luogo di culto cattolico di Quinto, in Canton Ticino.

## Storia
La chiesa è documentata fin dal 1227, anche se scavi archeologici hanno riportato alla luce resti di un precedente edificio romanico del IX secolo, ampliato verso nord e ovest nel X secolo. In particolare è stata ritrovata la cripta di questa costruzione. Nel 1681 la chiesa venne completamente ricostruita, conservando solamente parte dell'abside ed il campanile: quest'ultimo risale al XII secolo.

## Descrizione
La chiesa ha una pianta ad unica navata sovrastata da una volta a botte. L'interno è ornato da affreschi realizzati dai fratelli Stefano e Tommaso Calgari nel 1848. 
Il coro ha una copertura a botte lunettata, e presenta una decorazione a stucco eseguita nel 1736 da Thomas Moosbrugger.
Nel presbiterio trova posto un altare ligneo realizzato tra il 1691 e il 1694 da Carlo Zezio e Paolo Pisoni. Alla scuola di quest'ultimo si devono anche gli altari delle cappelle laterali, eseguiti nel 1701; tra queste cappelle, quella disposta sul lato del Vangelo ospita una statua mariana della prima metà del Cinquecento.
Sulla cantoria in controfacciata, si trova l'organo a canne, costruito nel 1948 dalla ditta organaria Ziegler Orgelbau per il conservatorio di Zurigo ed acquistato dalla parrocchia nel 1984. Lo strumento, a trasmissione mista, elettro-meccanica per i manuali e il pedale, elettrica per i registri e le combinazioni, ha due tastiere di 56 note ciascuna ed una pedaliera concava di 30. La cassa lignea, di semplice fattura geometrica, presenta una mostra composta da canne di principale disposte a cuspidi e ad ali in più campi.

## Organo

### Composizione
| I Grande Organo C–g3 |    |
| Prinzipal            | 8′ |
| Gemshorn             | 8′ |
| Oktave               | 4′ |
| Prinzipal            | 2′ |
| Mixtur IV            | 2′ |
| Trompete             | 8′ |

| II Espressivo C–g3 |        |
| Rohrflöte          | 8′     |
| Blockflöte         | 4′     |
| Flautino           | 2′     |
| Sesquialter II     | 2 2/3′ |
| Zimbel III         | 1/2′   |
| Tremolo            |        |

| Pedale C–f1 |      |
| Subbass     | 16′  |
| Bourdon     | 8′   |
| Oktave      | 4′   |
| Trompete    | 8′ * |
| Trompete    | 4′ * |

*Trasmissione dal GO
- Trasmissione: elettro-meccanica
- Trasmissione di registri: elettrica

## Galleria d'immagini

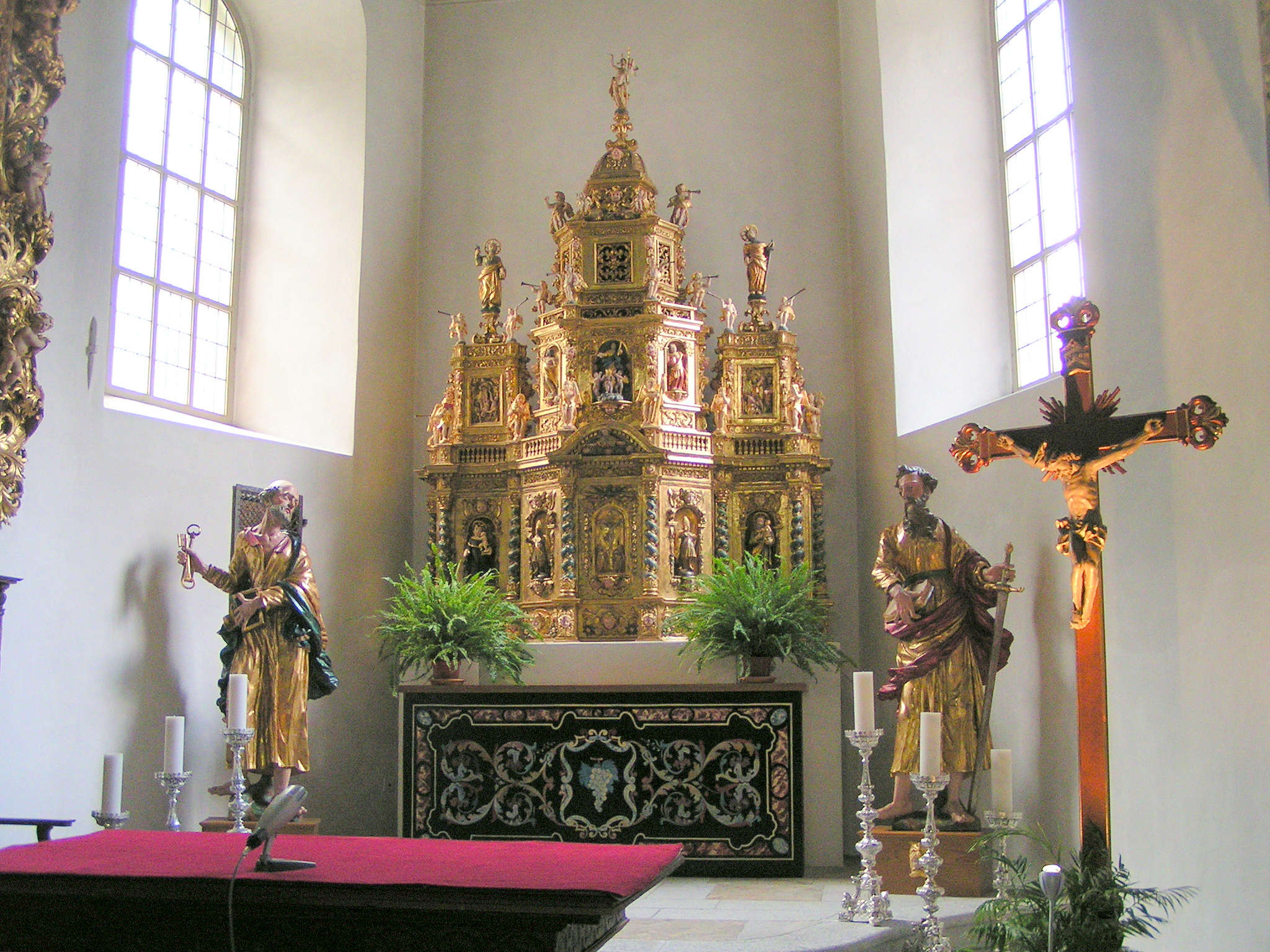
Altare maggiore
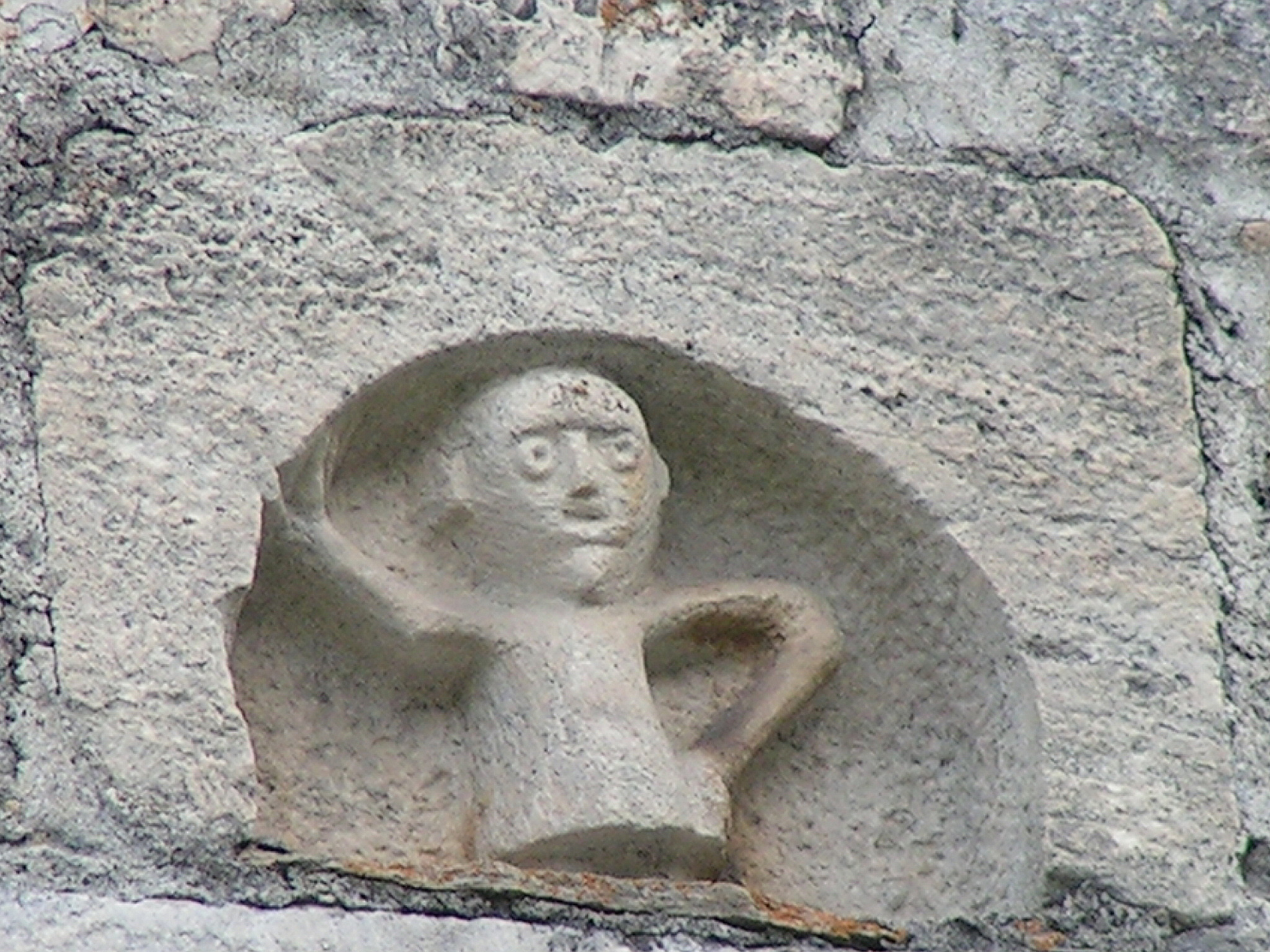
Concio romanico nella muratura esterna dell'abside.
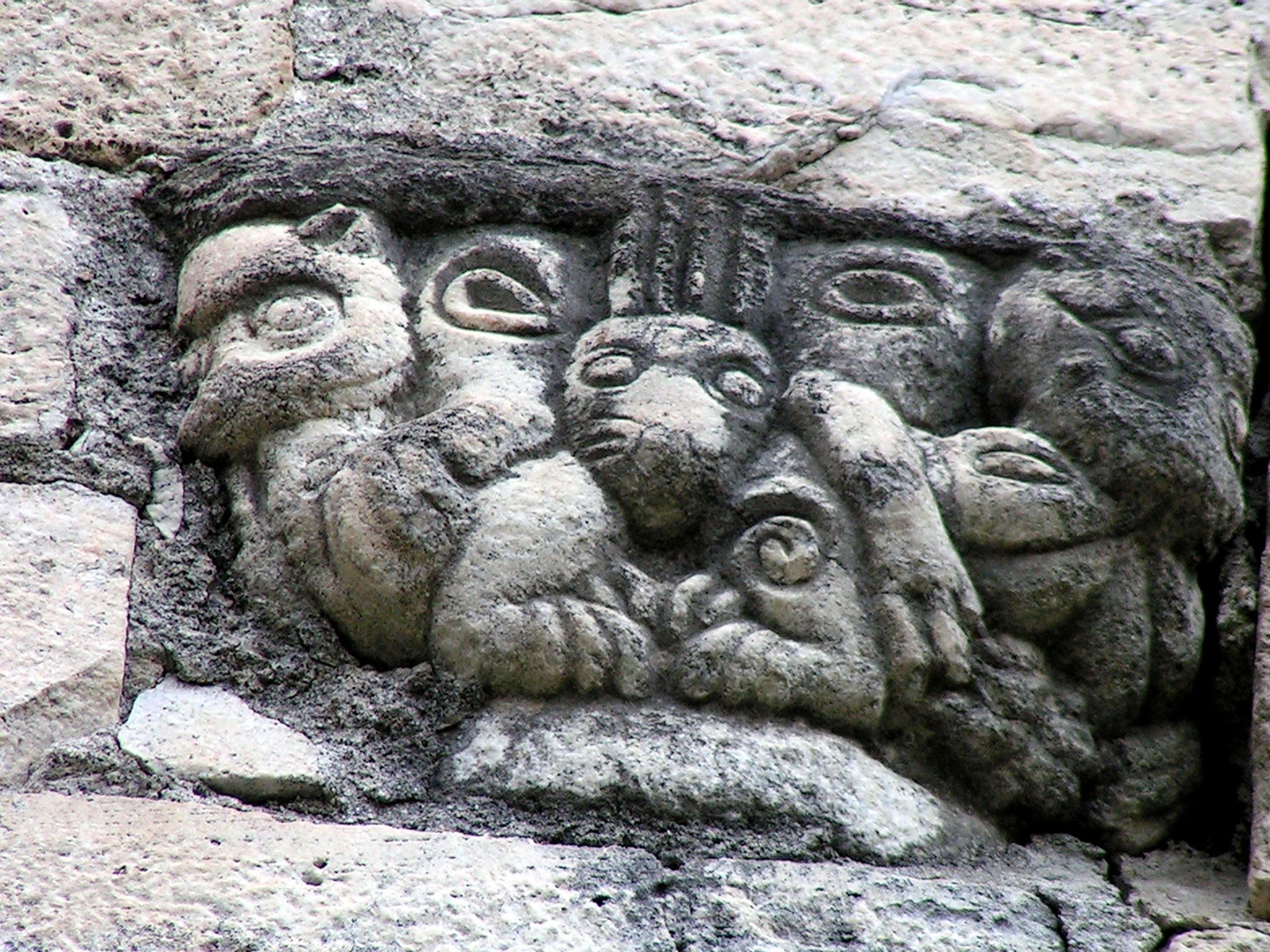
Scultura romanica sulla facciata esterna.
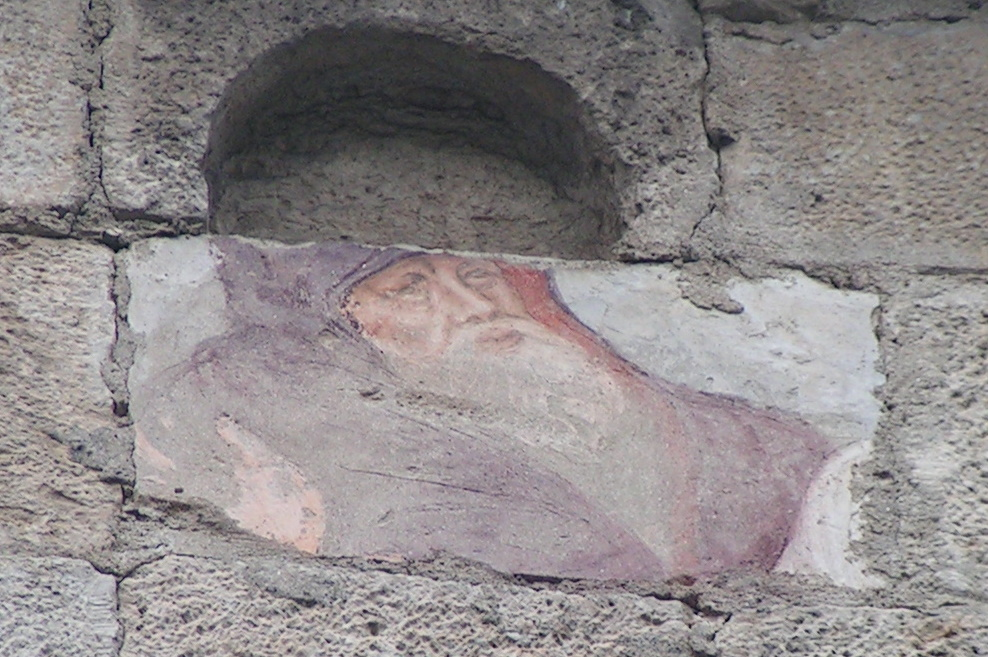
Resto di affresco quattrocentesco sulla facciata est